# 弗朗克
弗朗克（法語：Frencq，法語發音：[fʁɑ̃k]）是法国上法蘭西大區加来海峡省的一个市镇，属于蒙特勒伊区。

## 地理
弗朗克（50°33'38"N, 1°41'54"E）面积19.81 平方千米，位于法国上法蘭西大區加来海峡省，该省份为法国北部沿海省份，西北濒北海，南至索姆省，东临北部省。
与弗朗克接壤的市镇（或旧市镇、城区）包括：阿兰冈、勒福、隆维利耶、丹格里、蒂贝尔桑、维代姆、科尔蒙、埃塔普勒、于贝尔桑。

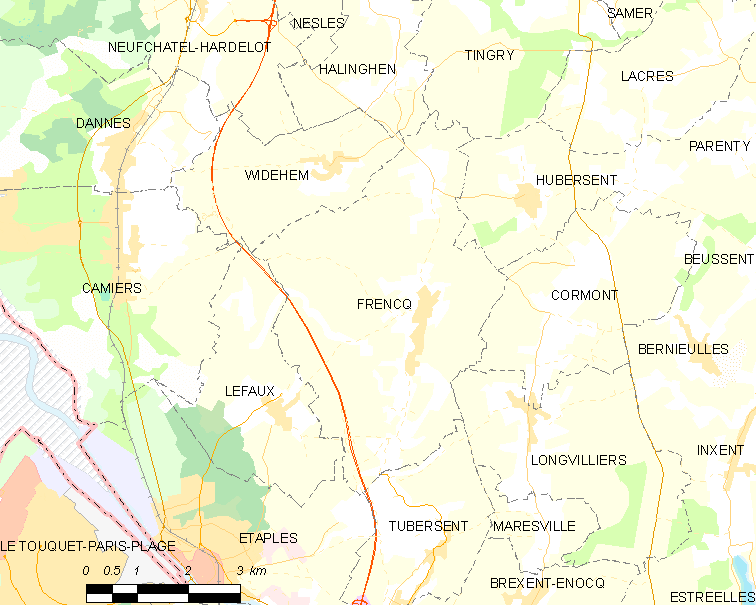
弗朗克的OSM定位图

弗朗克的时区为UTC+01:00、UTC+02:00（夏令时）。

## 行政
弗朗克的邮政编码为62630，INSEE市镇编码为62354。

## 政治
弗朗克所属的省级选区为埃塔普勒县。

## 人口

1962-2008年间弗朗克人口变化图示

弗朗克于2022年1月1日时的人口数量为899人。